# Les cérvoles
Les cérvoles (Les Biches) és un quadre de Marie Laurencin dipositat al Museu de l'Orangerie de París.

## Història
L'opereta Les Cérvoles s'estrenaren a l'Òpera de Montecarlo el 6 de gener del 1924. Es tracta d'una creació dels Ballets Russos de Serguei Diàguilev, amb tema i música de Francis Poulenc, llibret de Jean Cocteau i coreografia de Bronislava Nijinska, germana de Vàtslav Nijinski. Els decorats i els vestits eren de Marie Laurencin. La representació fou un èxit triomfal i l'estrena a París, el 26 de maig següent al Théatre des Champs-Élysées i en el marc dels Jocs Olímpics d'Estiu de 1924, fou esperada amb expectació.
A mig camí entre la paròdia i la crítica de costums, aquest divertiment coreogràfic dividit en vuit quadres posa en escena la societat elegant i amanerada de principis dels anys vint. El títol de Les Cérvoles fou inspirat a Francis Poulenc pels animals així denominats, però d'identitat zoològica difícil de determinar, que habiten les teles de Marie Laurencin. El compositor recorda l'argument del ballet:
| « | "Vaig tindre la idea d'ambientar unes festes galants modernes dins d'un ampli saló de camp tot blanc, amb un immens canapè de color blau Laurencin com a única peça de mobiliari. Una vintena de dones coquetes i encantadores hi joguinejaven amb tres homes ben plantats vestits de remadors. Podies no veure res en aquests jocs galants, o bé imaginar el pitjor..." | » |

## Descripció
Aquest oli sobre tela de 73 × 92 cm és un quadre preparatori del teló de fons de l'escenari. La composició s'organitza a partir d'una figura central, una dona-cérvola, al voltant de la qual graviten alguns animals fantàstics, una guitarra sense cordes i una altra figura estranya, mig dona i mig cérvola, amb un braç acabat en forma de peülla de cèrvid. Darrere de les figures, un motiu en expansió es repeteix en una successió de tons evanescents.
Laurencin es va prendre la seua participació en aquesta opereta com un manifest artístic i va mostrar un especial afecte per aquest quadre fins al punt que el va penjar a la sala d'estar de casa seua durant un temps.